# Ferriday
Ferriday – miasto w Stanach Zjednoczonych, w stanie Luizjana, w parafii Concordia.